# Eucithara bathyraphe
Eucithara bathyraphe é uma espécie de gastrópode do gênero Eucithara, pertencente à família Mangeliidae.